# Messier-Bugatti-Dowty
Messier-Bugatti-Dowty je mednarodno podjetje, ki razvija in proizvaja pristajalna podvozja za letala. Podetje je razdeljeno v dve skupini: Airbus & evropski projekti ter Boeing & severnoameriški projekti. Messier-Bugatti-Dowty je podružnica od skupine Safran SA.